# Спящая Ариадна
«Спящая Ариадна» (итал. Аrianna dormiente), ранее известная как Клеопатра, — мраморная античная скульптура, найденная в 1512 году в Палестрине (Лацио). Представляет собой древнеримскую реплику эллинистического оригинала пергамской школы II века до н. э. Экспонируется в Галерее статуй Музея Пио-Клементино в Ватикане.

## История
Скульптура была обнаружена при работе на виноградниках в окрестностях Палестрины (в античности Пренесте), в 37 км к востоку от Рима. Приобретена у Анжело Маффеи для коллекции папы Юлия II и установлена во дворе Бельведера (Cortile del Belvidere) Ватиканского дворца. Рядом находились недавно открытые «Лаокоон» и «Аполлон Бельведерский».
«Клеопатру», как её тогда называли, несколько позднее перенесли в нишу на верхней террасе Бельведера и поставили на римском саркофаге приспособленном для фонтана (струи воды били из отверстий саркофага). Рафаэль Санти сделал с «фонтана нимфы» рисунок и использовал его для фигуры музы Евтерпы на фреске Парнас в Станцe делла Сеньятура Ватиканского дворца. По этому рисунку выполнил офорт его помощник Маркантонио Раймонди.
Столь необычная идея объясняется популярностью в конце XV века псевдолатинского эпиграфа, опубликованного М. Ф. Ферраринусом, приором монастыря кармелитов в Реджо-нель-Эмилия. Надпись якобы была начертана на камне грота древнего фонтана где-то в районе Дуная с изображением спящей нимфы: «Huius nympha loci, sacri custodia fontis, Dormio, dum blandae sentio murmur aquae. Parce meum, quisquis tangis caua marmora, somnum Rumpere. Sive bibas sive lavere tace» (Нимфа этого места, хранительница священного источника, я сплю, чувствуя успокаивающее журчание воды. Пощади меня, кто бы ни коснулся мраморного пола, не буди меня. Пьешь ли ты или купаешься, молчи). Франсиско де Оланда сделал похожий рисунок.
«Нимфа источника» послужила темой многих произведений искусства эпохи итальянского Возрождения, в том числе знаменитых изображений «Спящих Венер». Мотив «Спящей нимфы» и сопровождающая надпись стали неотъемлемой частью модных воссозданий райских садовых уголков (loci amoeni) вплоть до XVIII века, а скульптуры фонтанов уподобляли ватиканской «Клеопатре».
В 1550-х годах под наблюдением Джорджо Вазари скульптура была переустановлена в помещении, примыкающем к длинной галерее, но также в виде фонтана в неглубокой нише грота. Она эффектно замыкала перспективу галереи. Даниеле да Вольтерра разработал декорации ниши, которая была украшена пейзажем с изображением египетских пирамид, пальм и Сфинкса. Эту композицию назвали «Станца Клеопатры», а позднее — «Залом философов». Именно в таком качестве скульптуру воспевали поэты Бернардино Бальди и Бальдассаре Кастильоне. Существовало также мнение, что скульптура изображает наяду, уснувшую под журчание своего источника.
Когда в 1770 году был основан Музей Пио-Клементино «Спящую нимфу» поместили на древнеримском мраморном саркофаге конца II века до н. э. с рельефом, изображающим эпизоды гигантомахии. Статуя также размещена в нише, по обе стороны которой установлены так называемые «Канделябры Барберини», искусно вырезанные из белого мрамора и некогда украшавшие виллу Адриана.

## Композиция
Мраморная скульптура длиной немного больше человеческого роста изображает молодую женщину, уснувшую на камне в полулежащем положении. Щекой она опирается на левую руку, правая прикрывает голову. Женщина одета в лёгкую тунику, оставляющую её грудь полуобнажённой, а на её ноги наброшено покрывало, опускающееся к земле сложными складками. На левом плече фигуры свёрнутый в несколько витков браслет, напоминающий змею. Хотя веки женщины смежены сном, её лицо передаёт глубокую печаль или разочарование.

## Атрибуция
Из-за змееподобного браслета и позы «нимфы», похожей на описание в одной из работ древнеримского медика и энциклопедиста Галена, сложилось мнение, что скульптура, согласно легенде, изображает умершую от укуса змеи египетскую царицу Клеопатру. Однако Иоганн Иоахим Винкельман первым отметил, что на руке нимфы показана не змея, а браслет в форме змейки, поэтому нет причин называть фигуру Клеопатрой; он предположил, что изображена спящая нимфа или Венера.
В 1780-х годах хранитель музея и специалист по атрибуциям античной скульптуры Эннио Квирино Висконти выдвинул гипотезу, согласно которой статуя изображает дочь Миноса Ариадну, горюющую на берегу острова Наксос после того, как её бросил герой Тесей. Согласно аргументам Висконти, поза изображённой женщины характерна скорее для сна, чем для смерти, а её браслет, хотя и свёрнут в несколько витков, всё же не является изображением змеи. Теория Висконти получила подтверждение, когда при раскопках Геркуланума была обнаружена фреска с аналогичным изображением, позволившая понять его смысл. Такой же сюжет зафиксирован и на найденном позднее небольшом барельефе, который теперь вмонтирован в стену ниши слева от основной скульптуры. В настоящее время считается установленным, что скульптура, хранящаяся в Музее Пия-Климента, представляет собой качественную копию эллинистического образца II века до н. э.; при этом со времени её обнаружения она сама стала образцом для многочисленных работ живописцев и скульпторов эпохи Возрождения и более поздних периодов.

## «Спящая Ариадна» в истории искусства
«Ватиканская нимфа» была одной из двенадцати скульптур, отобранных Франческо Приматиччо для изготовления гипсовых копий, отлитых затем из бронзы по заказу французского короля Франциска I для замка Фонтенбло. При этом поза была немного изменена, ноги спящей нимфы слегка удлинены, чтобы соответствовать французским маньеристским представлениям о женской красоте согласно эстетике школы Фонтенбло. С «бронз Фонтенбло» были сделаны многочисленные копии. В Риме живописец Никола Пуссен сделал для себя маленькую восковую копию скульптуры, которая теперь хранится в Лувре. Копии из мрамора были заказаны для Версаля Людовиком XIV. Французский скульптор Пьер Жюльен создал мраморную копию, слегка уменьшенную, во время своего пребывания во Французской академии в Риме в 1768—1773 годах и отправил её во Францию (хранится в Версале). В «пейзажном парке» Стоурхед (Англия), в «храме» на берегу озера, хранилась копия Ватиканской Ариадны работы английского скульптора Джона Чира (1766) из белого свинца и строками «Huius nympha loci, sacri custodia fontis…».
В годы наполеоновской оккупации Италии, в июле 1798 года, «Клеопатру» вместе с «Лаокооном», «Бельведерским торсом» и другими шедеврами по условиям Толентинского договора (1797) между Наполеоном и папой перевезли в Париж, в «Музей Наполеона». После падения Бонапарта в 1815 году скульптура вернулась в Ватикан.

## «Ариадна Медичи»
Другая версия скульптуры, которую также долго идентифицировали как Клеопатру, находилась в собрании Виллы Медичи в Риме. Были и другие реплики. Знатоки спорили: какая версия лучше и какая из них ближе к утраченному оригиналу. В 1787 году Ариадну Медичи и один из фрагментов второй реплики (голову с частью правой руки) собрания вместе с другими произведениями коллекции Медичи перевезли во Флоренцию. Ныне она находится в галерее Уффици.

## «Спящая Ариадна» в России
Скульптура была известна в России. По специальному заказу императора Павла I в 1798 году итальянский скульптор Паоло Трискорни специально для Михайловского замка в Санкт-Петербурге выполнил в Риме мраморную копию «Спящей Ариадны». Это произведение считается лучшим из всех повторений. Скульптуру установили в нише на площадке парадной лестницы, созданной в 1799—1801 годах по проекту архитектора В. Бренны (по одной из версий она должна была символизировать «неправедное правление» Екатерины II).
После убийства императора 12 [24] марта 1801 и последующего переоборудования замка под Инженерное училище скульптуру перенесли в здание Зимнего дворца и установили в боковой галерее вестибюля у Иорданской лестницы. После передачи здания Русскому музею и реставрации интерьеров в 1991—2003 годах скульптуру вернули в Михайловский замок.
В конце 1890-х годов гипсовый слепок «Спящей Ариадны», наряду с прочими шедеврами античной и западноевропейской скульптуры, был заказан И. В. Цветаевым для будущего Музея изобразительных искусств в Москве.

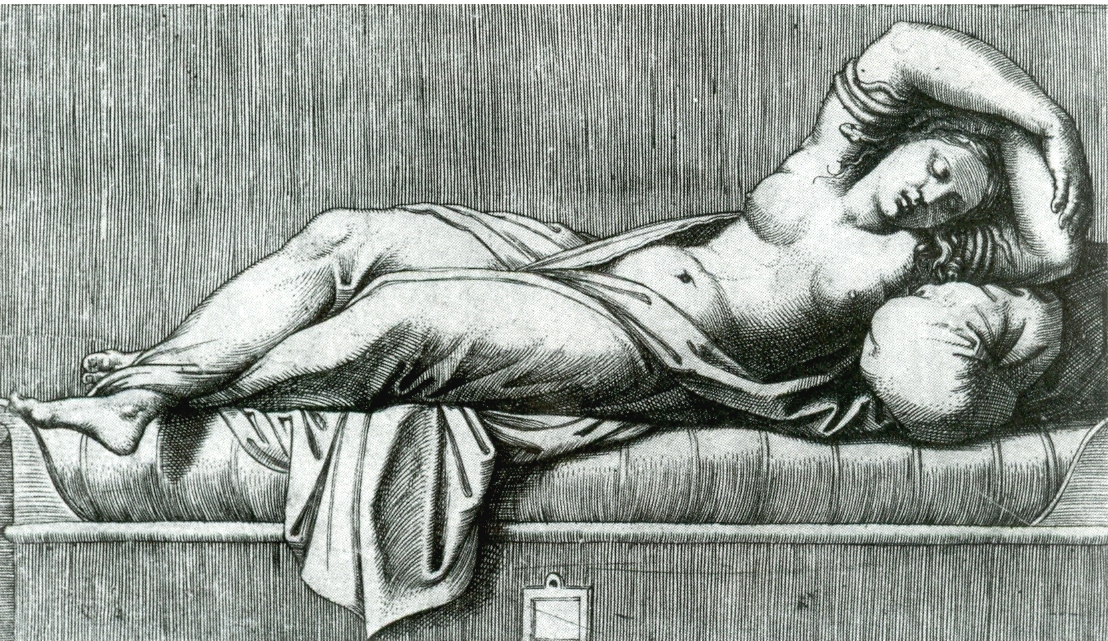
Mаркантонио Раймонди. Клеопатра. Офорт. Ок. 1520 г.
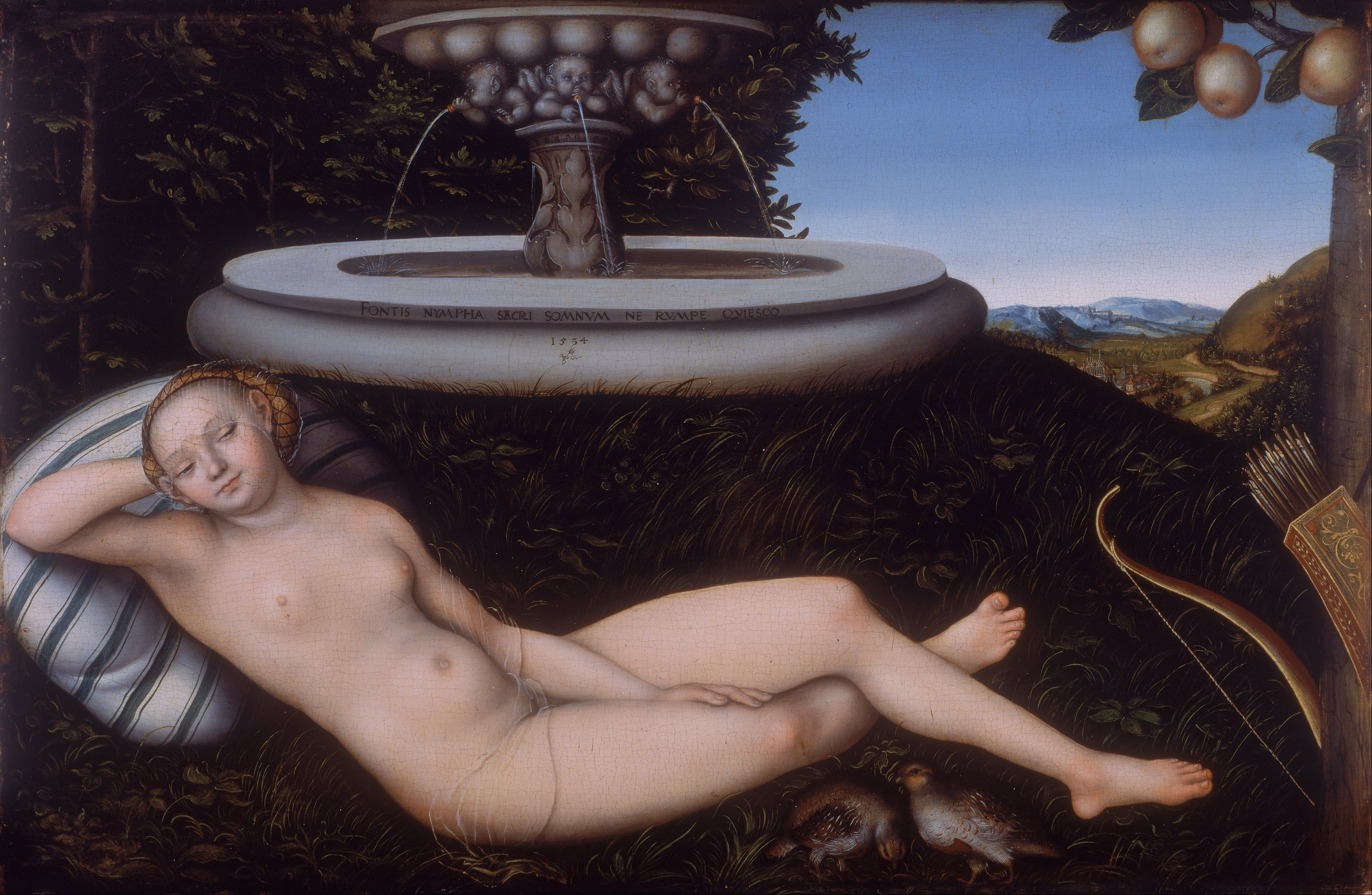
Л. Кранах Старший. Нимфа источника. 1534. Дерево, масло. Галерея искусств Уокера, Ливерпуль
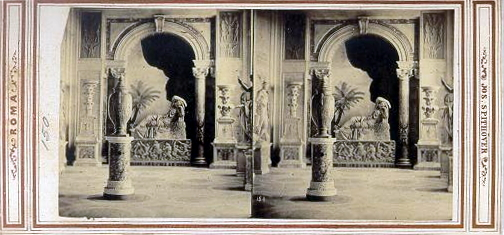
«Зал философов» Ватиканского дворца. Фотография 1880—1890-х гг.
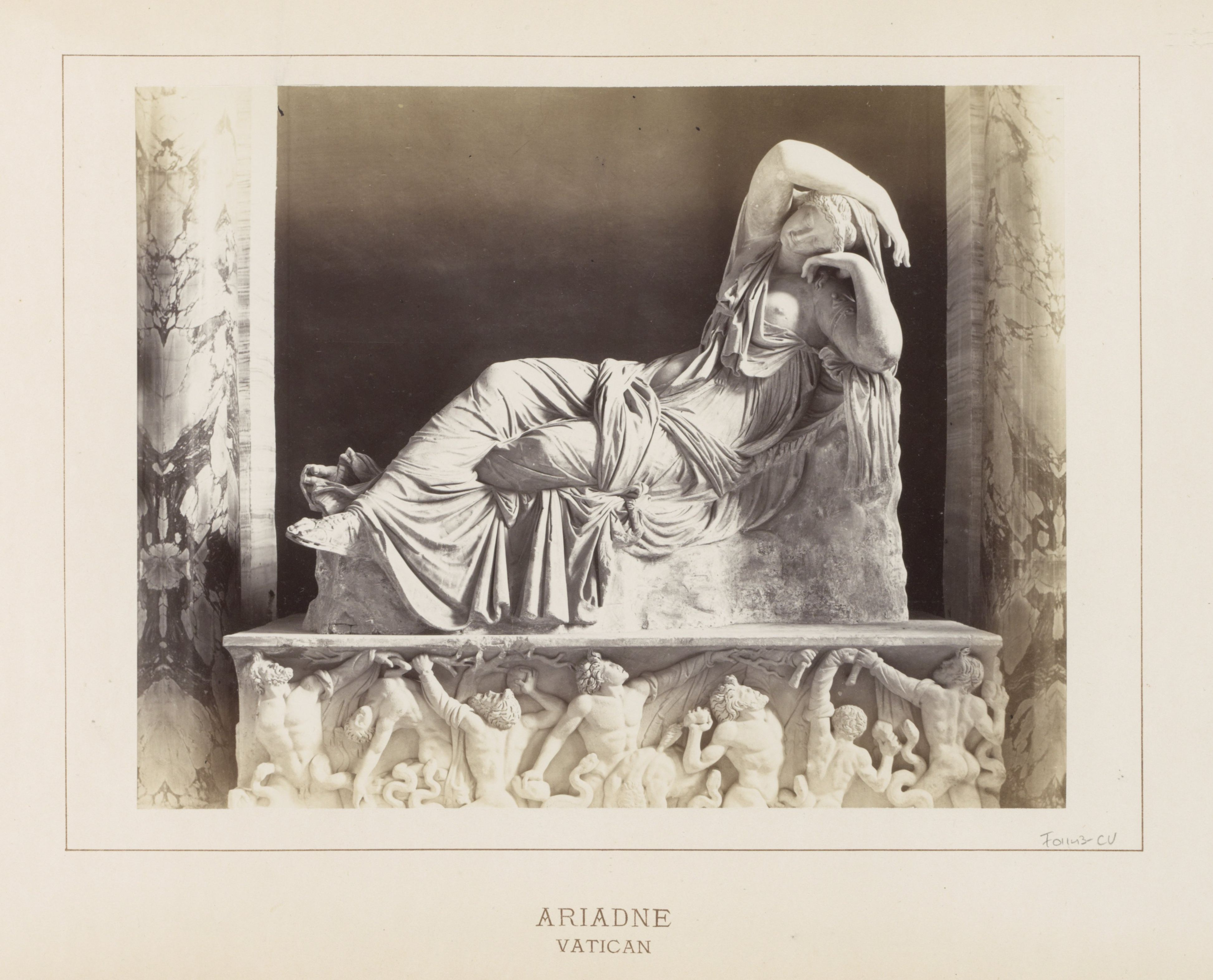
«Спящая Ариадна» в Ватикане. Фотография 1880—1890-х гг.
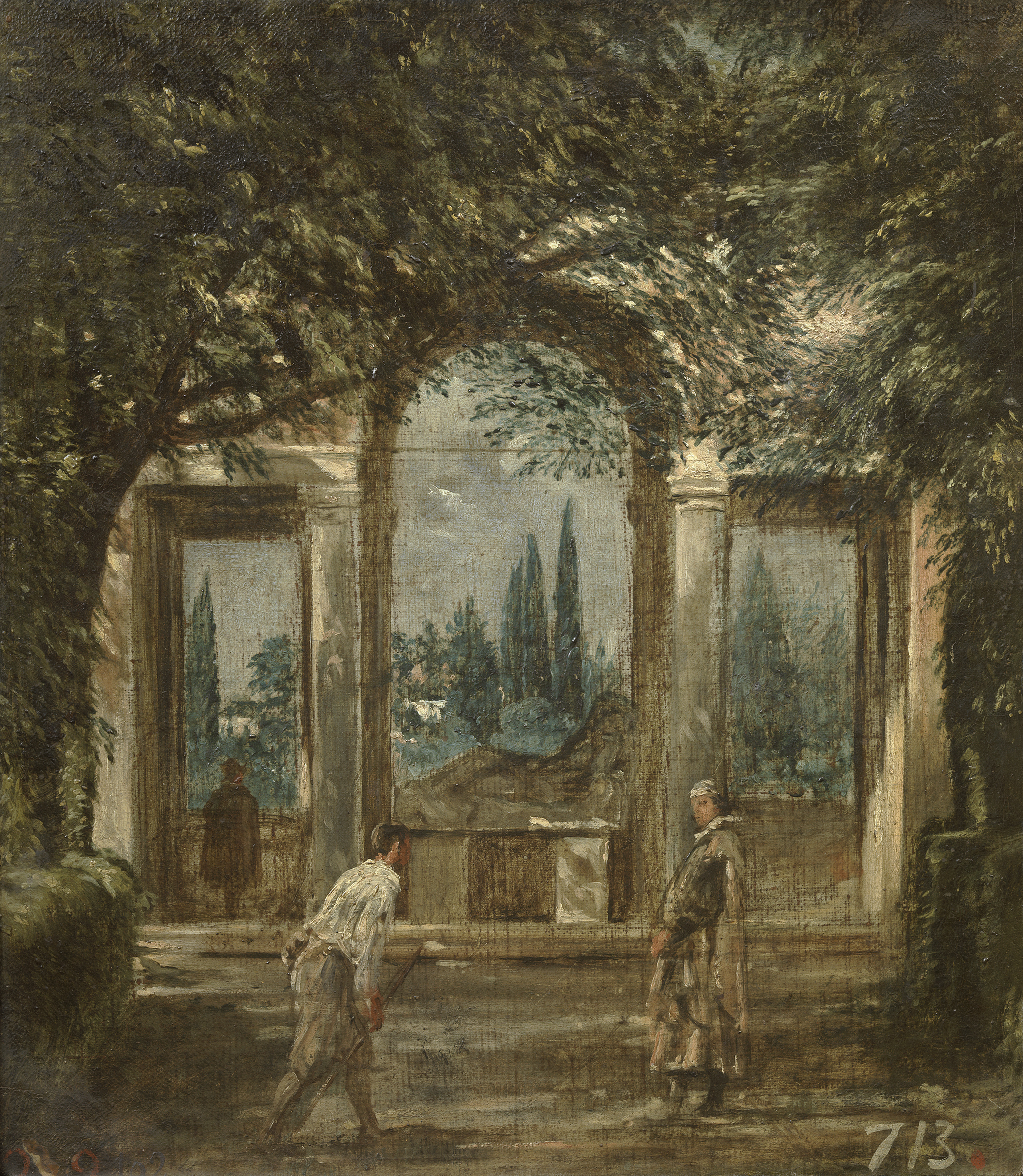
Д. Веласкес. Вид садов Виллы Медичи в Риме. Ок. 1630 г. Холст, масло. Прадо, Мадрид
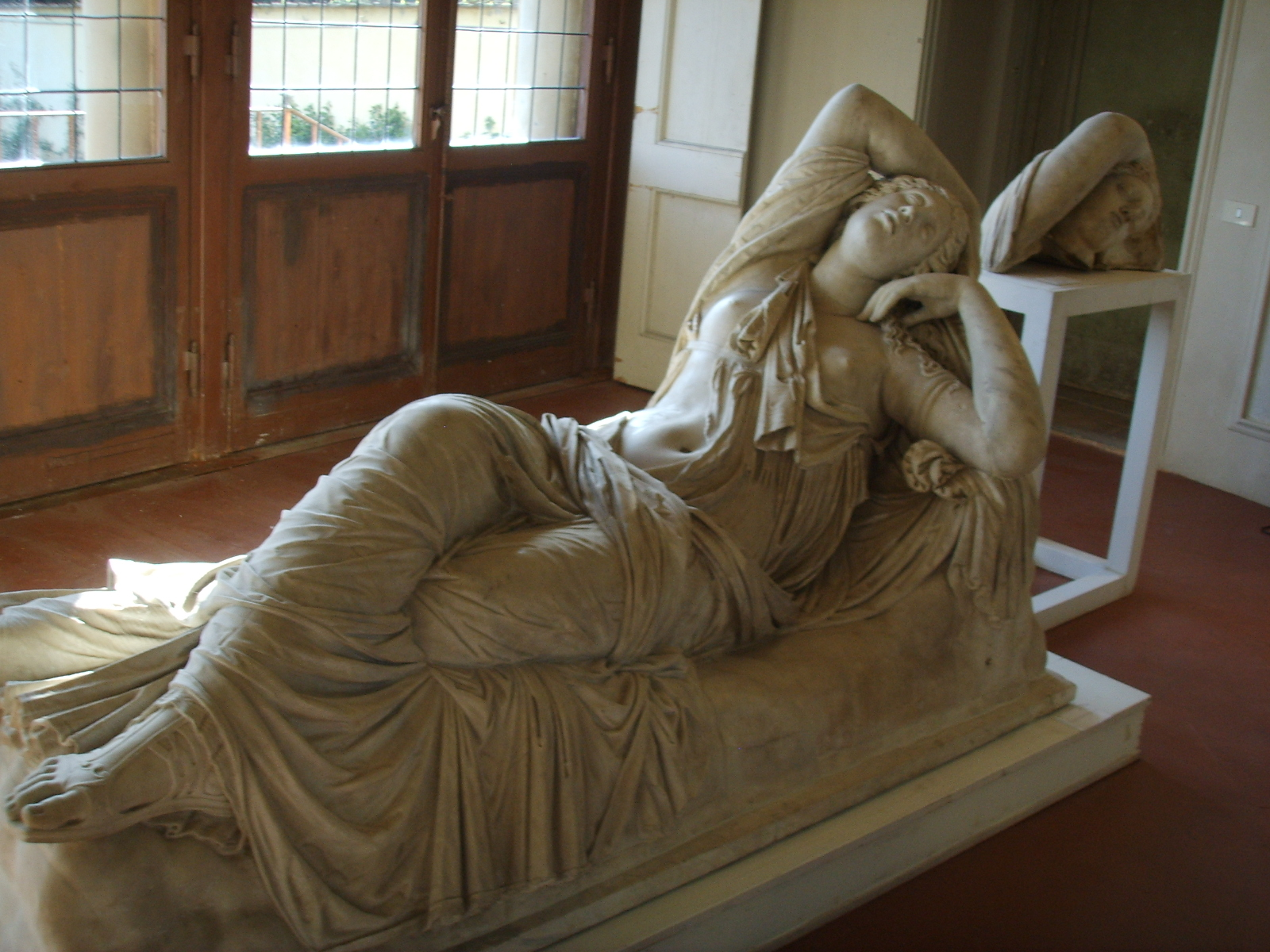
Спящая Ариадна. Реплика эллинистической скульптуры. Мрамор. Уффици, Флоренция
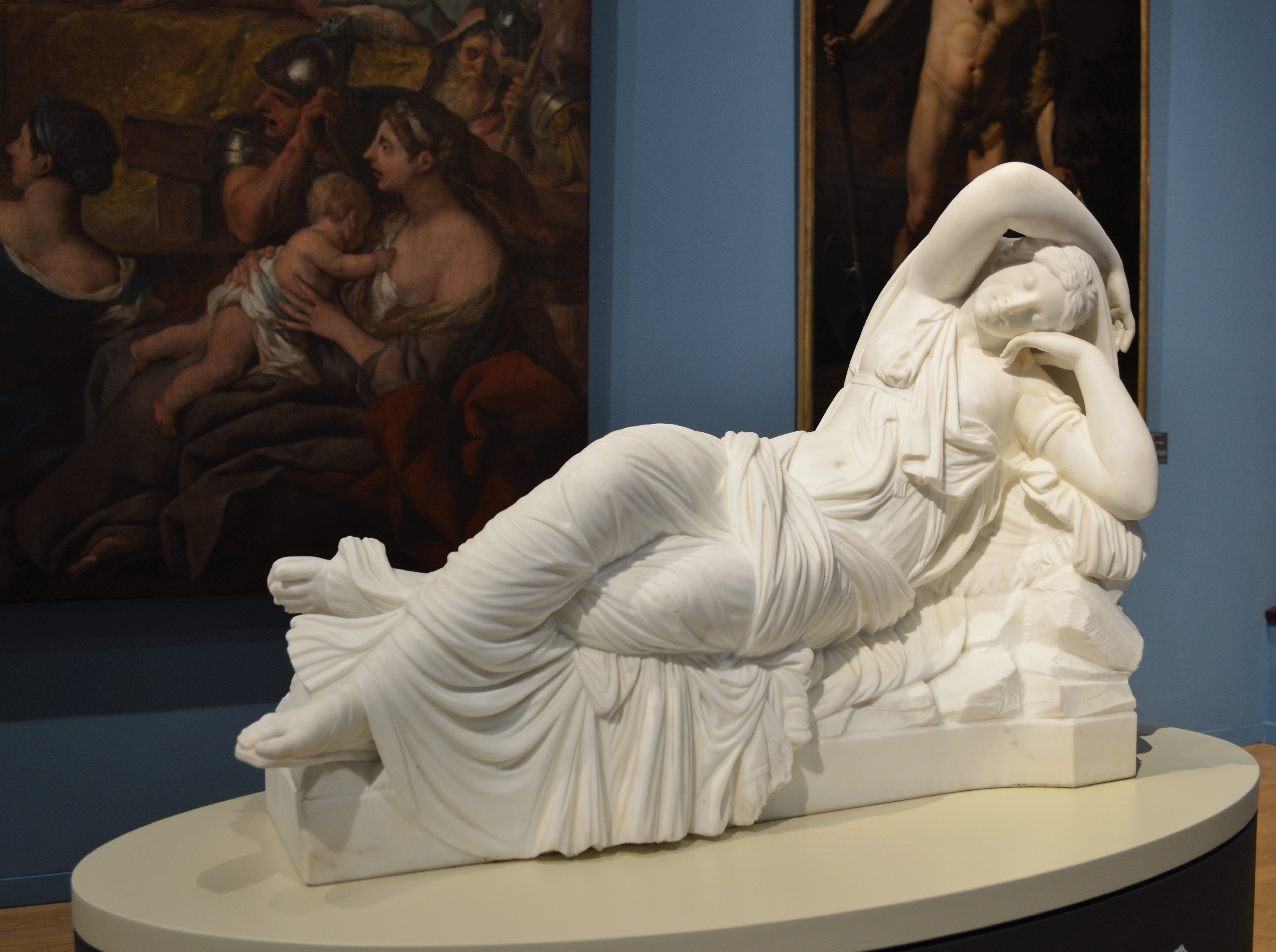
П. Жюльен. Спящая Ариадна. 1785. Мрамор. Копия в музее Крозатье в Ле-Пюи-ан-Веле
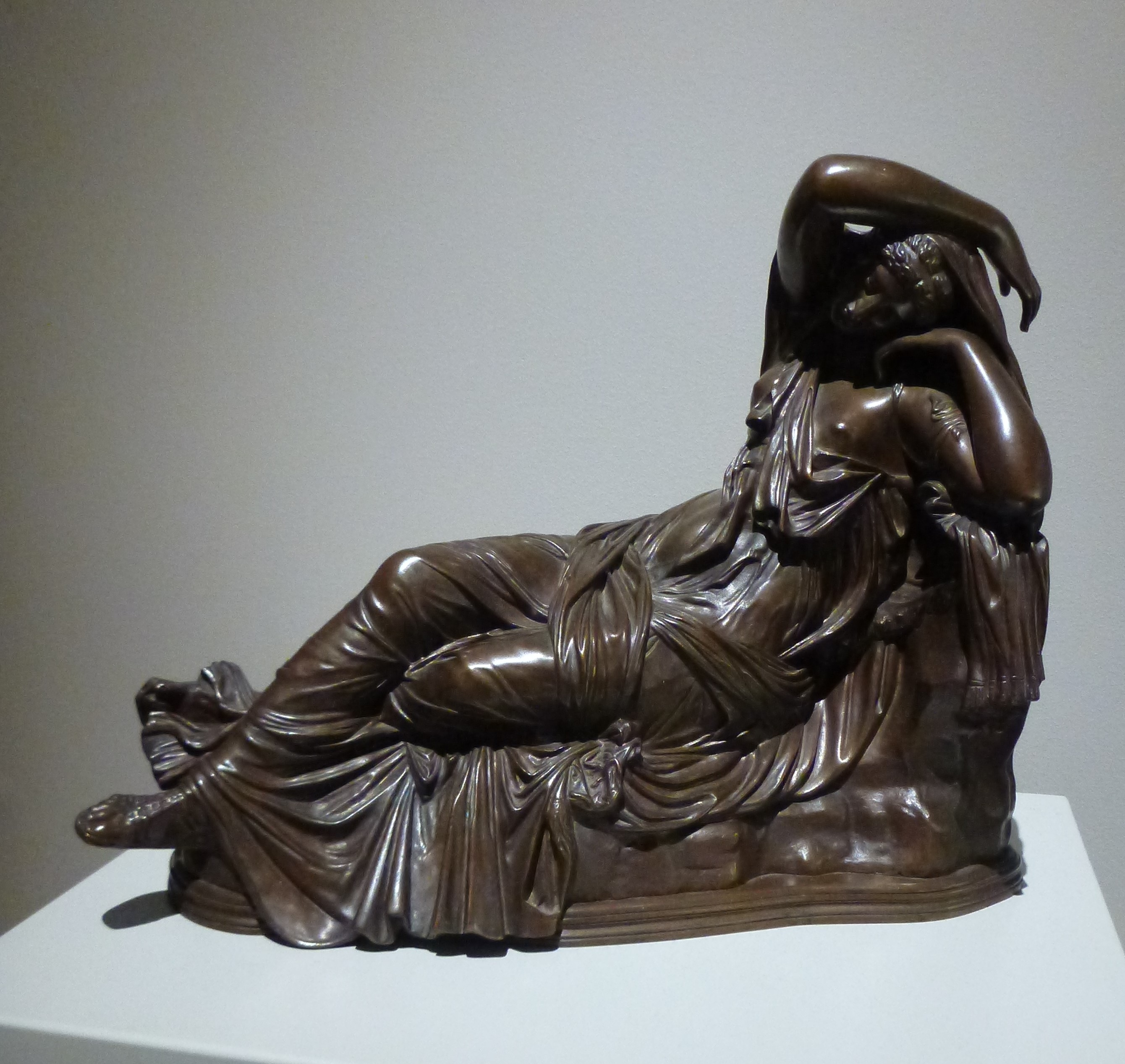
Бронзовая уменьшённая реплика скульптуры. Вт. пол. XIX в. Бронзолитейная фабрика Ф. Барбедиена. Париж
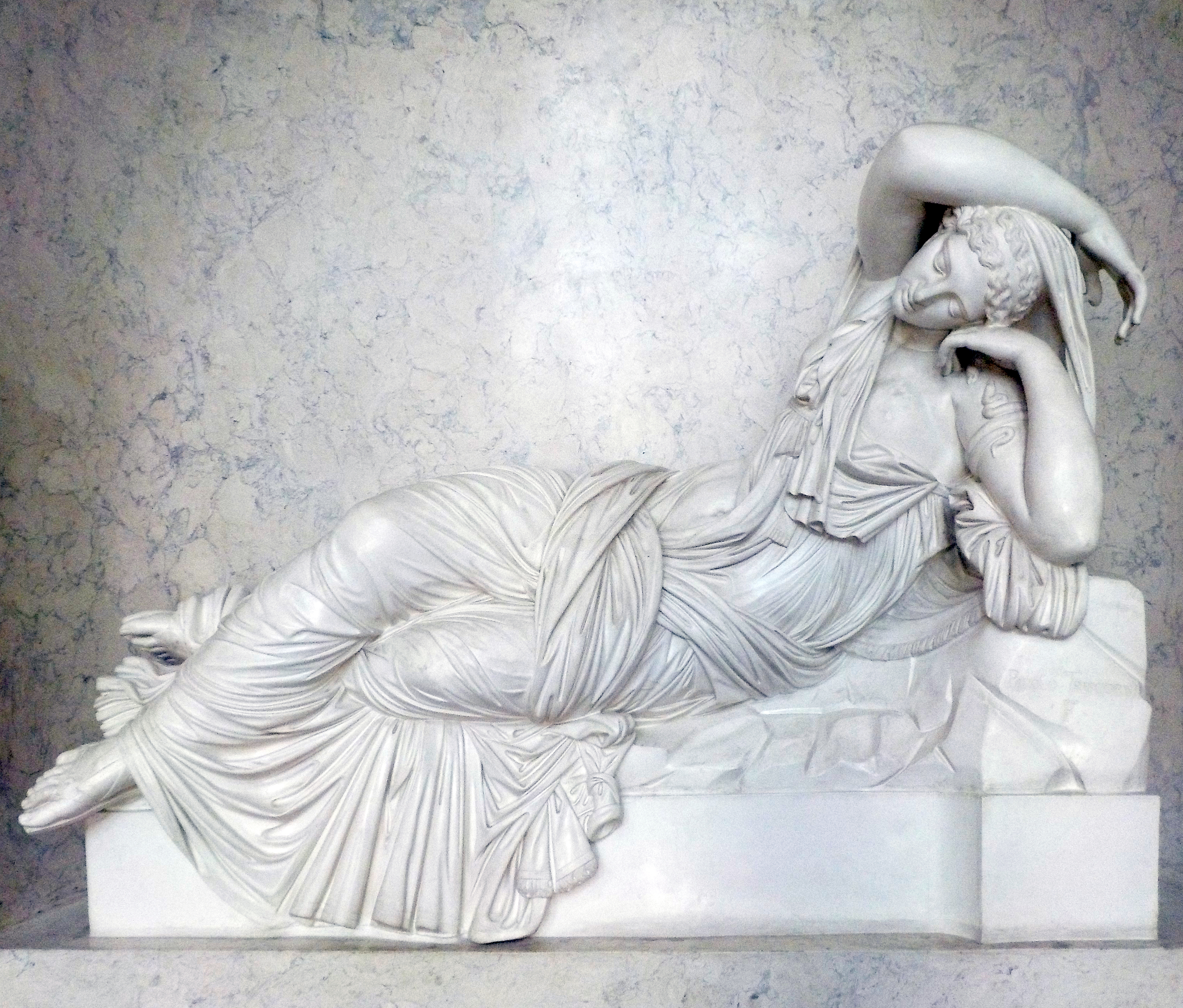
Спящая Ариадна. Копия ватиканской скульптуры П. Трискорни. 1798
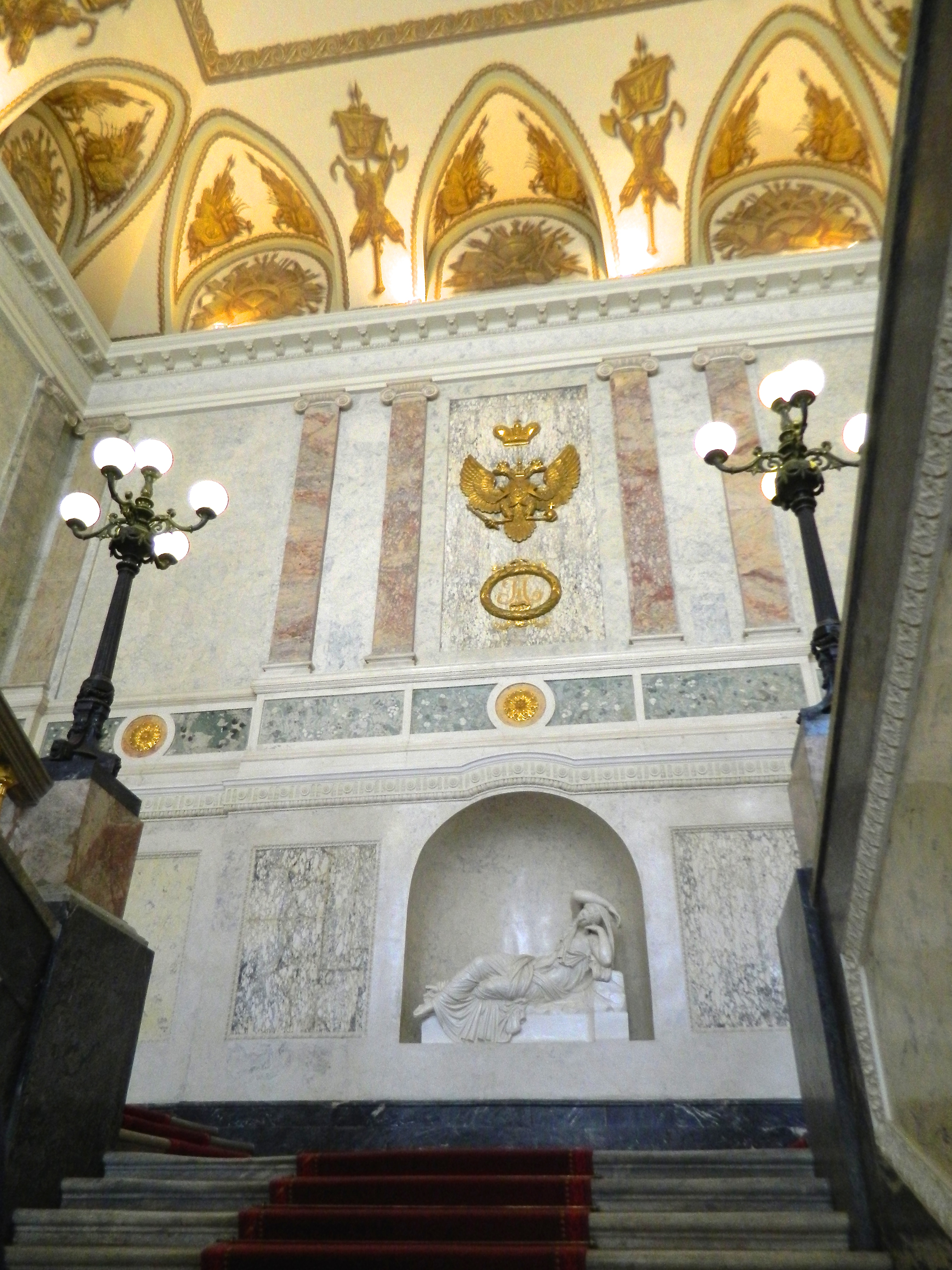
Спящая Ариадна в нише Парадной лестницы Михайловского замка. Санкт-Петербург
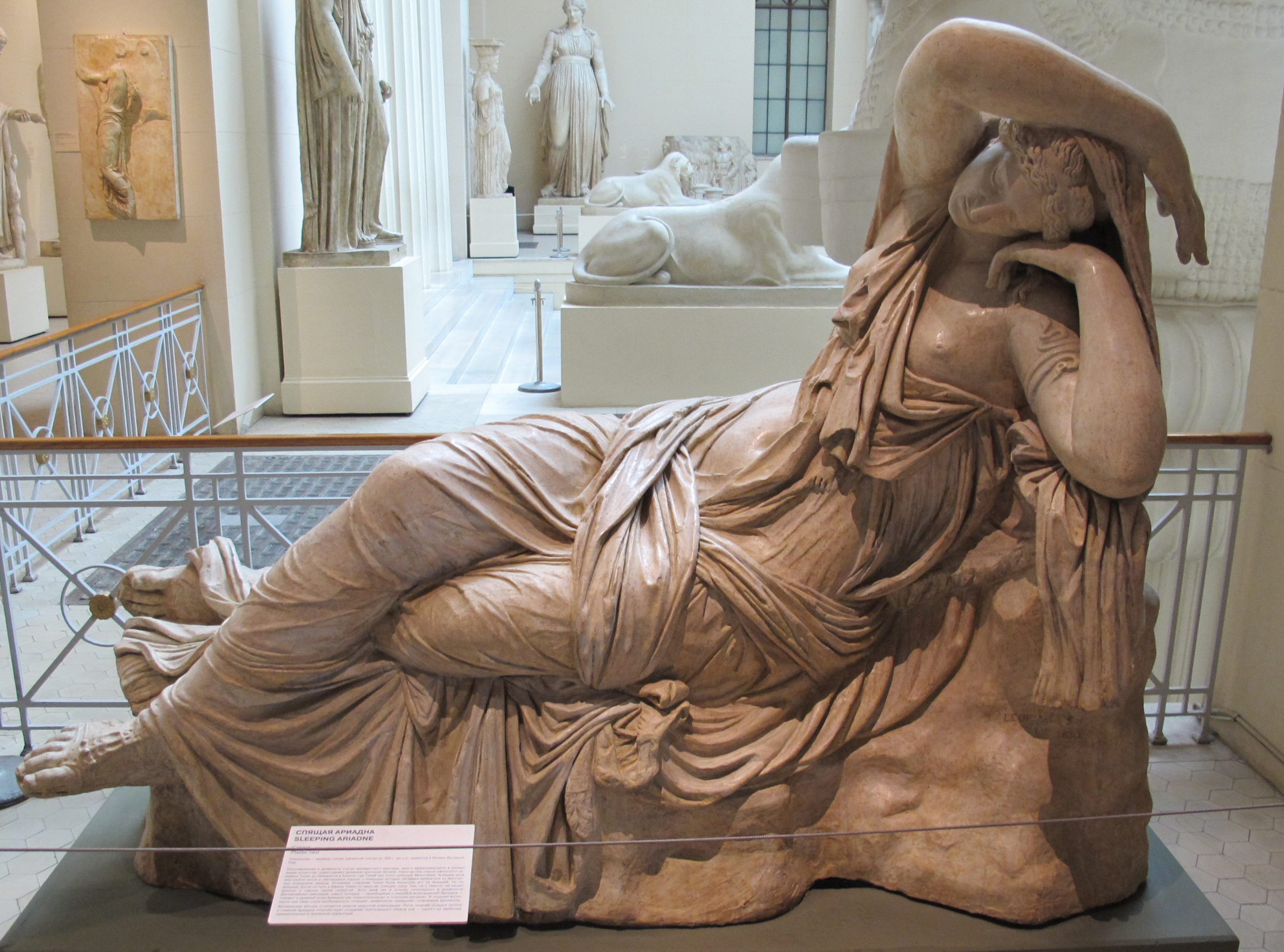
Спящая Ариадна. Гипсовый тонированный слепок. Музей изобразительных искусств им. А. С. Пушкина, Москва